# マルクス・クラウディウス・マルケッルス
マルクス・クラウディウス・マルケッルス（ラテン語: Marcus Claudius Marcellus, 紀元前268年 - 紀元前208年）は、共和政ローマ期の政務官。第二次ポエニ戦争でハンニバルに対して果敢に戦闘を仕掛け「ローマの剣」と称された。「ll」を促音で表記しないことも多いためマルクス・クラウディウス・マルケルスとも表記される。

## 経歴

### 生い立ち
マルクス・クラウディウスの子として生まれ、プルタルコスの紹介するポセイドニオスの説ではこの氏族で初めてマルケッルスを名乗ったというが、実際にはプレブス系クラウディウス氏族で初めて政務官に就任したと思われる、紀元前331年の同名の執政官のおそらく曾孫にあたる。生来頑強で戦を好み、それでいて戦場を離れると穏健で情が深く、ギリシャ文化を愛したという。

### 初期のキャリア
第一次ポエニ戦争に参加。シキリア島でカルタゴ軍と戦っている。シキリアでは能く戦い、兄弟のオタキリウスを窮地から救ったという。その後、それまでの活躍が評価されてか紀元前226年にはアエディリス・クルリスやアウグルに就任している。
アエディリスを務めていた期間中、彼の息子に同僚のスカンティニウス・カピトリヌスが言い寄り、マルケッルスは彼を告発した。カピトリヌスはのらりくらりと言い逃れ続けたが、最終的には有罪となった。
紀元前224年頃にプラエトルを務めたと思われるが、詳しい事はわかっていない。

### ガリア人との戦い

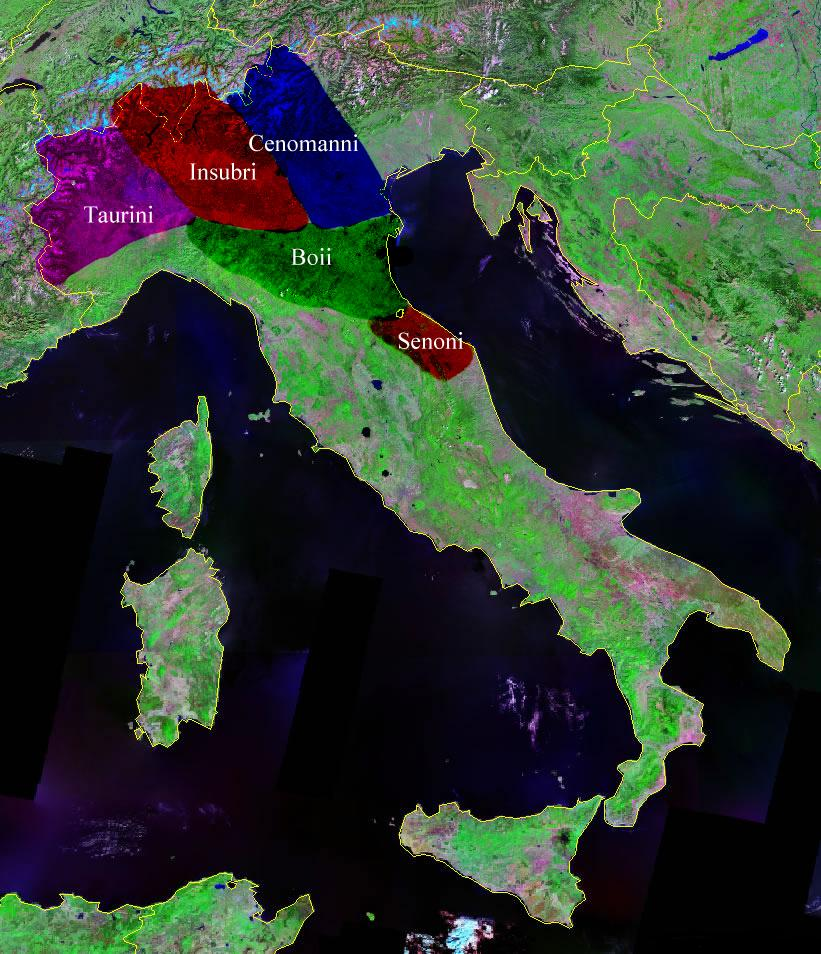
ガリア人諸部族の位置。Senoniの部分を分配した

丁度この頃、それまで半世紀の平和を保っていたガリア・キサルピナのガリア人との関係が悪化し、反乱が起きた。紀元前232年に護民官ガイウス・フラミニウスが成立させた土地分配法が原因の一つとされている。紀元前225年にはテラモンの戦いでボイイ族を打ち破ったものの、更に北方のインスブレス族らとの戦いが続いていた。
紀元前222年に執政官（コンスル）に就任すると、ガリア・トランサルピナから引き込まれていたガリア人の傭兵ガエサタエとクラスティディウム付近で遭遇する(クラスティディウムの戦い)。マルケッルスと敵の指導者の一人ウィリドマルス（Viridomarus）はお互いの姿を認めるとまっしぐらに駆け寄り、マルケッルスが討ち取ってしまった。この指揮官から剥ぎ取った武具を神々に捧げ、ローマで最高の栄誉とされるスポリア・オピーマを得たという。このスポリア・オピマを得たのはマルケッルスが3人目（他の2人は半ば伝説の人物で、歴史上の実在が確認できるのは彼のみである）であり、また最後でもあった。
この戦闘の後、メディオラヌム（現在のミラノ）で苦戦していた同僚グナエウス・コルネリウス・スキピオ・カルウスの救援に赴き、メディオラヌムを陥落させ、ローマに帰還後、マルケッルスのみが凱旋式を挙行した。

### 第二次ポエニ戦争

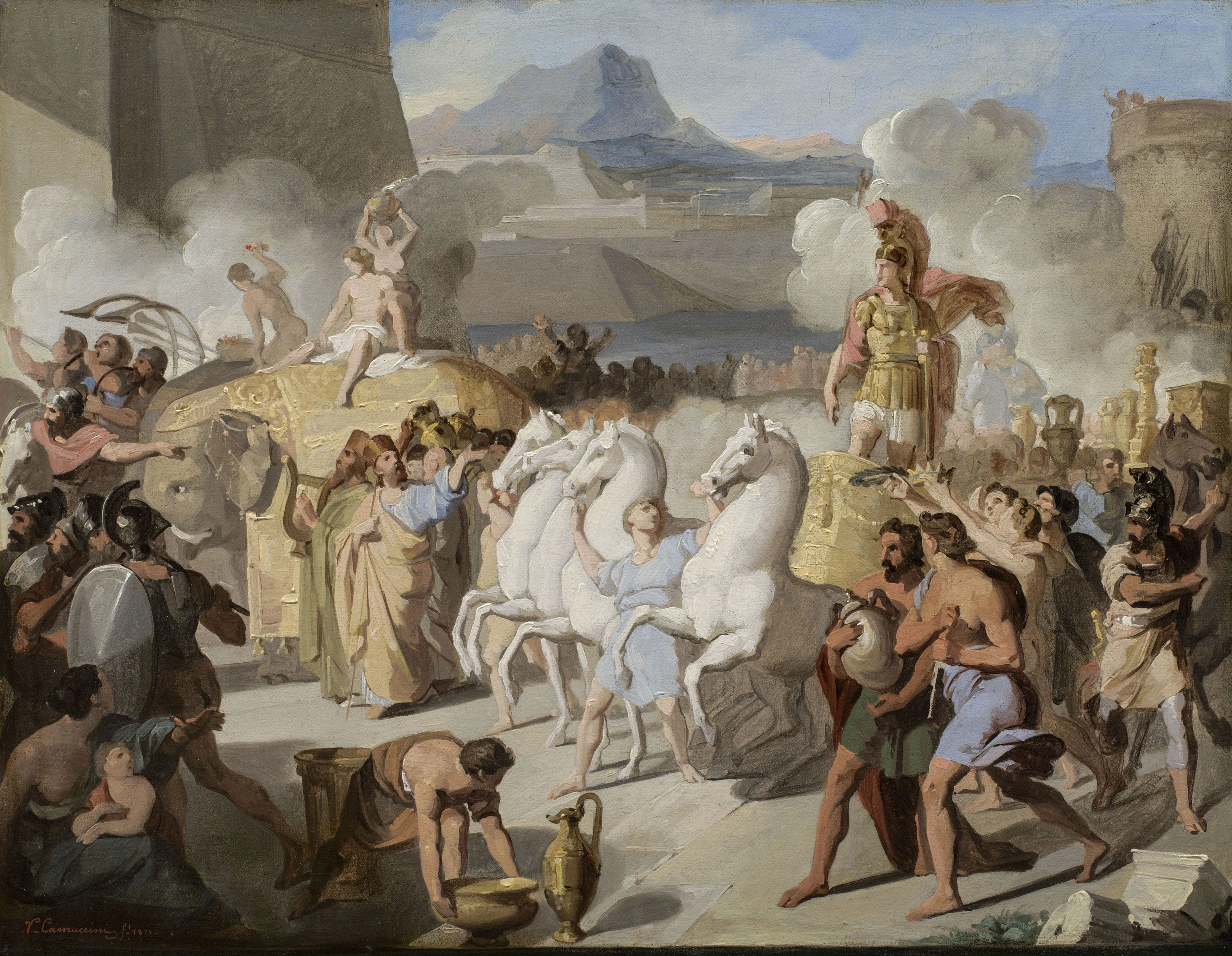
恐らくマルケッルスの凱旋式を描いた絵画

紀元前218年にハンニバルがイタリアに侵入し第二次ポエニ戦争がはじまる。カンナエの戦いの敗北後ローマはファビウス・マクシムス・クンクタトルの持久戦法を採用していたが、マルケッルスは大規模な会戦を避けつつハンニバル軍に対して果敢に戦闘を仕掛けた。そして第一次ノラの戦いで勝利を収めたことで、ハンニバル相手にも勝ちうることを示してカンナエで消沈したローマ人を勇気づけた。
紀元前215年の正規執政官に選出されたルキウス・ポストゥミウス・アルビヌスは就任前にガリア人との戦いで死亡し、マルケッルスが補充執政官に選出された。しかし、この選挙に不備があったため辞任し、新たな補充執政官として「ローマの盾」クィントゥス・ファビウス・マクシムスが選ばれたが、マルケッルスは引き続きインペリウムを保持したプロコンスル格を与えられ、ハンニバルとの小競り合いに勝利したことで、初めてハンニバル軍からの脱走者を生じさせた。

### シラクサ
紀元前214年より紀元前212年まで足掛け3年ローマを裏切りハンニバル側についたシチリア島のシラクサの攻略も担当し、これを陥落させた。このときシラクサの防衛にはアルキメデスも参加しており、アルキメデス考案の数々の兵器はマルケッルスらローマ軍を大いに苦しめた。シラクサ陥落に際してはマルケッルスはシラクサ市民の殺害を兵士達に禁じ、略奪は財産と奴隷に限り、略奪を最小限に抑えようとした。しかしアルキメデスは一人のローマ兵によって殺された（マルケッルスへの連行を拒否したため激昂した兵士に殺されたとも、高価な製図機器を奪おうとした兵士との諍いで殺されたともいう）。マルケッルスはアルキメデスを殺害した兵を自分の周りから遠ざけたという。
このシラクサ包囲に、カンナエの脱走兵を使う許可を元老院に求めている。アルキメデスに苦しめられた彼は、その知性を迎え入れるため殺さないよう命令していた。しかし兵が入って来たとき、アルキメデスは地面に図を描いて問題を解くことに夢中で、邪魔しないでくれとしか言わなかったため、殺されてしまった。マルケッルスはシラクサ陥落後、城壁の上からその荒れ果てた姿を見て、涙を流したという。凱旋式は旧領の回復では行われない原則があったため、挙行されなかった。
4度目の執政官職の時、シキリアから訴えられたが、同僚執政官マルクス・ウァレリウス・ラエウィヌスの帰還を待ってから裁判を行い、彼らが思う存分不平を言えるように計らってそれが受け入れられたため、シキリア民は自らクリエンテスとなることを申し出たという逸話が残っている。

### 最期
戦場に復帰したマルケッルスは度々ハンニバルと戦闘を重ねながら、勝敗に関わりなくハンニバル軍を追跡し続けた。紀元前210年にはヌミストロの戦いで、紀元前209年のカヌシウムの戦いではハンニバルと引き分けた。後者の戦いでは多数の負傷者を出して事実上戦闘不能状態に陥り、追撃ができなかった。紀元前208年にマルケッルスは5たび執政官となり、対ハンニバル戦を担ったが、偵察中に伏兵にかかり命を落とした。
この前日、臓卜師は彼に凶兆を伝えたが、それを無視して出かけた結果で、その死は祖国に大きな悲しみと損失を与えたという。カルタゴ側もまた、彼の遺体にマントと月桂冠を被せ、敬意をもって火葬したとされる。
プルタルコスによれば、ハンニバルは彼の死を知ると、無残にうち捨てられた彼の遺体に駆け寄り、しばらく言葉を失ったという。そしてマルケッルスの遺体から指輪を抜き取り、丁重に火葬すると、遺骨を金の花輪で装飾された銀の壺に入れ、マルケッルスの息子に送り返した。だが、道中ヌミディア人の妨害に遭い、彼の遺骨は散乱してしまった。ハンニバルはそこに神の意思を感じ、遺骨はそのままにされたという。しかし、壺は息子に送り届けられ、きちんと埋葬されたという異説も紹介している。ちなみにハンニバルはこの指輪をサラピアへの偽手紙に使用し罠を仕掛けたが、同僚執政官であったティトゥス・クィンクティウス・クリスピヌスがいち早く各都市へ指輪の使用による偽手紙への警告を与えていたため、この計略は失敗した。

## 逸話
マルケッルスに悩まされたハンニバルは、
- 「ファビウスは教師だがマルケッルスは敵だ」
- 「おお、神よ、あの男に対しては何をしていいかわからない。ローマ軍の持つ唯一の武人であるあの男とは、永遠に剣を付き合わせていなければならないのか。全く、勝てば勢いづき、敗れれば恥と思うあの男にとっては、戦闘意欲を刺激することでは、勝とうが負けようが同じことなのか！」
- 「幸運にも悪運にも左右されない。勝てば勢いに乗って追撃し、負けてもなお立ち向かってくる」[18]

と語ったといわれている。
プルタルコスの『対比列伝』では同じく勇将であり、どちらも強敵を打ち破って祖国に尽くしたものの、その勇猛さから最も必要とされる時期に不慮の死を迎えたとしてペロピダスと対比されている。キケロは、ウェッレス弾劾演説において、シキリアを収奪したウェッレスとの対比で、マルケッルスは自分のためには収奪しなかったとしている。